# Пьоде
Пьоде (итал. Piode) — коммуна в Италии, располагается в регионе Пьемонт, в провинции Верчелли.
Население составляет 200 человек (2008 г.), плотность населения составляет 15 чел./км². Занимает площадь 13 км². Почтовый индекс — 13020. Телефонный код — 0163.
Покровителем коммуны почитается святой первомученик Стефан, празднование 26 декабря.

## Демография
Динамика населения:

## Администрация коммуны
- Официальный сайт: